# Pretending
"Pretending" é uma canção escrita por Ville Valo, gravada pela banda HIM.
É o primeiro single do terceiro álbum de estúdio lançado a 27 de Agosto de 2001, Deep Shadows and Brilliant Highlights.

## Paradas
| Paradas                 | Posições |
| ----------------------- | -------- |
| Finlândia - Mitä hittiä | 1        |